# Restliche Kirche Jesu Christi der Heiligen der Letzten Tage
Die Restliche Kirche Jesu Christi der Heiligen der Letzten Tage, genannt Restliche Kirche (englisch Remnant Church of Jesus Christ of Latter Day Saints), ist eine Kirche des Mormonentums. Der Präsident der Kirche ist Terry W. Patience, ein direkter Nachfahre von Joseph Smith.

## Geschichte
In den 1970ern und 1980ern wurde die Gemeinschaft Christi von vielen ihrer Mitglieder kritisiert wegen Veränderungen in ihrer Lehre und in ihrer Leitung. Dies beinhaltete die Berufung von Frauen ins Priesteramt, das Ende der Präsidenten aus der Blutlinie von Joseph Smith und den Bau des Independence Temple. Dies führte dazu, dass einige Gruppen der Gemeinschaft Christi unabhängig wurden und die Restoration Branches gründeten. Im Mai 1999 trafen sich einige Mitglieder dieser Gruppen mit Frederick Niels Larsen. Sie veröffentlichten das Dokument „Proclamation and Invitation to the Faithful“, welches zur Gründung der Restlichen Kirche Jesu Christi der Heiligen der Letzten Tage führte, am 6. April 2000.
Im April 2002 wurde Larsen, weil er ein direkter Nachfahre von Joseph Smith ist, als Präsident der Kirche berufen.
Larsen starb am 26. April 2019. Nach seinem Tod wurde Terry Wayne Patience der Präsident der Kirche bei einer speziellen Konferenz am 29. Juni 2019.

## Lehre

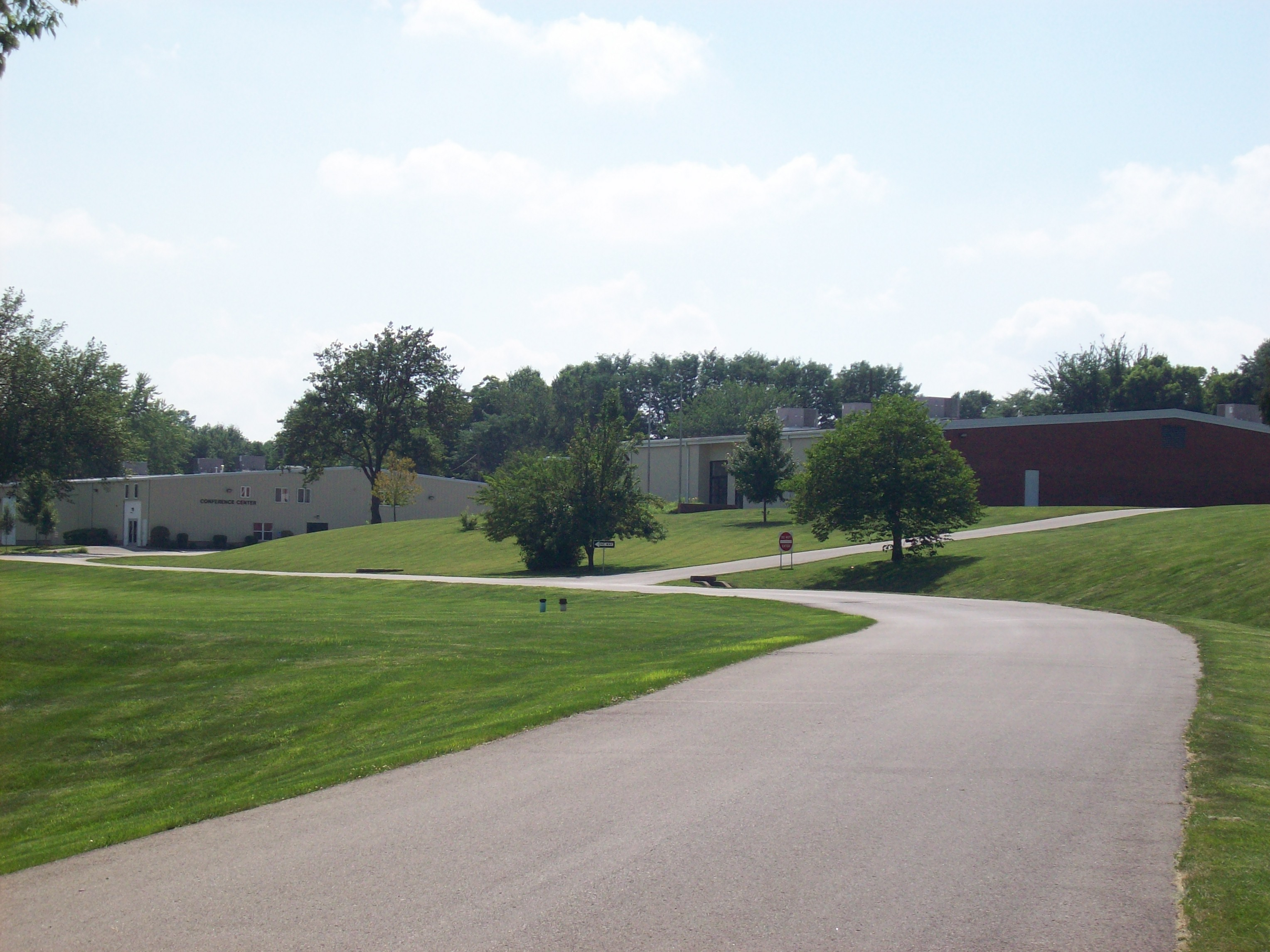
Konferenzzentrum und Gemeindehaus

Obwohl die Restliche Kirche eine Abspaltung von der Gemeinschaft Christi ist, hält sie sich für den einzig verbliebenen Rest der Kirche Christi. Die Restliche Kirche ist somit die „einzig wahre Kirche“. Die Kirche hat ihr Hauptquartier in der Nähe des Independence Temple und des Hauptquartiers der Gemeinschaft Christi. Die Kirche glaubt an die wirkliche Realisierung des Konzeptes der Stadt Zions. Die Kirche lehrt, dass Führungspositionen nur an Nachfahren von Joseph Smith vergeben werden dürfen.
Die Mitglieder der Restlichen Kirche glauben, dass die Übersetzung der Bibel von Joseph Smith und das Buch Mormon und Lehre und Bündnisse, heilige Schriften sind. Ihre Version von Lehre und Bündnisse hat dieselben Kapitel wie die der Gemeinschaft Christi, bis zu Kapitel 144 (die letzte Offenbarung von Israel A. Smith). Zusätzlich sind in Lehre und Bündnisse noch 17 Offenbarungen, die alle von Frederick Larsen sind. Die Köstliche Perle gehört nicht zu den heiligen Schriften der Kirche. Jedoch sind das Buch Mose und die Übersetzung von Matthäus 24 von Joseph Smith, Teil ihrer Bibelübersetzung. Die Glaubensartikel werden von der Restlichen Kirche unter einem anderen Namen veröffentlicht.
Der Präsidierende Bischof der Kirche, W. Kevin Romer, ist bekannt als ein „wahrer Nachfahre Aarons“ (Kohanim). Er ist somit ein „Aaronischer Hohepriester“.